# Джанет (Алжир)
Джанет (араб. جانت‎) — город и коммуна на юго-востоке Алжира, в вилайете Иллизи. Административный центр округа Джанет.

## Географическое положение

Коммуна Джанет

Город находится на юге вилайета, в южной части плато Тассилин-Адджер, на расстоянии приблизительно 1470 километров к юго-востоку от столицы страны Алжира. Абсолютная высота — 1053 метра над уровнем моря. 

Коммуна Джанет граничит с коммунами Иллизи и Бордж-эль-Хауас, а также с территориями Ливии и Нигера. Её площадь составляет 57 460 км².

## Климат
Климат города характеризуется как аридный жаркий (BWh в классификации климатов Кёппена). Осадки в течение года практически отсутствуют (среднегодовое количество — 18 мм). Средняя годовая температура составляет 23,4 °C. Средняя температура самого холодного месяца (января) составляет 12,4 °С, самого жаркого месяца (июня) — 31,6 °С..

## Население
По данным официальной переписи 2008 года численность населения коммуны составляла 14 655 человек. Доля мужского населения составляла 53,7 %, женского — соответственно 46,3 %. Уровень грамотности населения составлял 85,6 %. Уровень грамотности среди мужчин составлял 92,1 %, среди женщин — 78 %. 4,1 % жителей Джанета имели высшее образование, 19,8 % — среднее образование.

## Транспорт
К югу от города проходит национальное шоссе N3. Функционирует одноимённый аэропорт.